# Завод будівельного каменю (Марказі)
Завод будівельного каменю (перс. مجتمع سنگبري) — село в Ірані, у дегестані Бакерабад, у Центральному бахші, шахрестані Магаллат остану Марказі. За даними перепису 2006 року, його населення становило 19 осіб, що проживали у складі 8 сімей.